# Leontodon tenuiflorus
Leontodon tenuiflorus là một loài thực vật có hoa trong họ Cúc. Loài này được (Gaudin) Rchb. mô tả khoa học đầu tiên năm 1832.